# Acide barbiturique
L'acide barbiturique est un composé organique. Il se présente sous la forme d'une poudre cristalline soluble dans l'eau chaude et dans les acides dilués. 
Ses nombreux produits de substitution sur le groupement CH2 ont des propriétés hypnotiques (voir Barbituriques). Cependant l'acide barbiturique n'a pas les mêmes propriétés pharmacologiques que ses dérivés. 
Sa formule chimique est C4H4N2O3.
Il a été synthétisé pour la première fois en 1864 par Adolf von Baeyer.